# Curculigo orchioides
Curculigo orchioides, o Kali Musali es una especie de planta fanerógama perteneciente a la familia Hypoxidaceae. Es una de las Diez Flores Sagradas de Kerala.

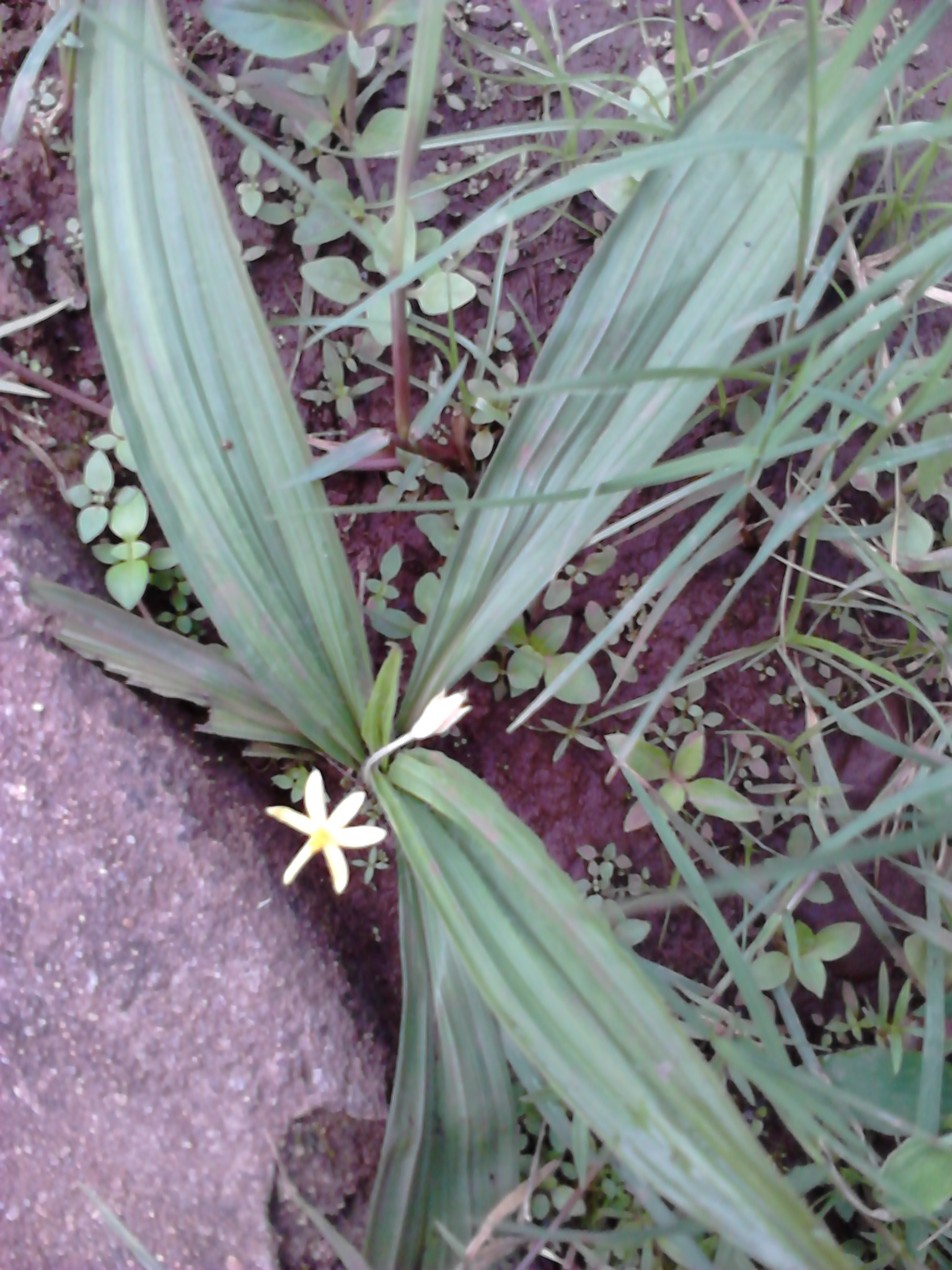
Vista de la planta

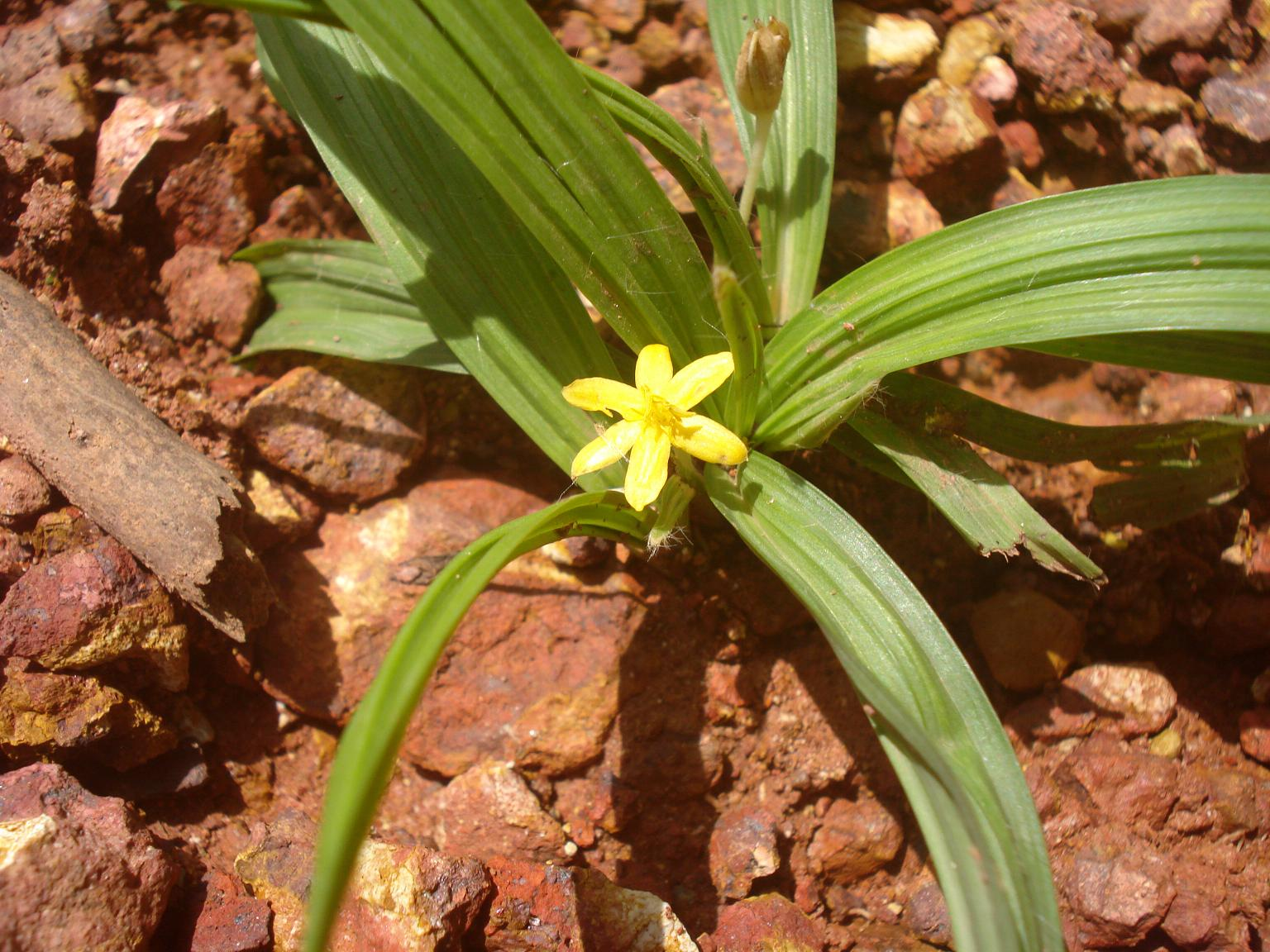
Planta en flor

## Descripción
Son plantas herbáceas que alcanzan un tamaño de 10-35 cm de altura. Con tubérculos alargados. Las hojas radicales, lanceoladas, plegadas, escasamente largo ciliadas. Escapo corto, escondido entre las bases de las hojas. Flores en racimos, subsésiles, las estaminadas superiores, las inferiores hermafroditas, bracteada; con brácteas lanceoladas. Tépalos elíptico-oblongas, de 5-7 mm de largo, de color amarillo, ciliados. Estambres sobre la mitad de la longitud de los segmentos del perianto, anteras lineales. Ovario pubescente, separado del perianto por un estípite. Frutas 1-4 picudas. Semillas oblongas, acanaladas.

## Distribución y hábitat
Se encuentra en lugares subtropicales del Himalaya en la India y Pakistán, donde se encuentra en la zona de piedemonte.

## Propiedades
En C. orchidoides, se puede encontrar curculigosida A, B, C y D y curculigina A y D.
Los Curculigósidos son fenoles naturales que se encuentran en C. orchioides que podrían ser útiles contra la agregación de β-amiloide en la enfermedad de Alzheimer.

## Taxonomía
Curculigo orchioides fue descrita por Joseph Gaertner y publicado en De Fructibus et Seminibus Plantarum.... 1: 63, pl. 16. 1788.
Sinónimos
- Curculigo brevifolia Dryand. ex W.T.Aiton
- Curculigo firma Kotschy & Peyr.
- Curculigo malabarica Wight
- Curculigo orchioides var. minor Benth.
- Curculigo pauciflora Zipp. ex Span.
- Curculigo petiolata Royle
- Curculigo stans Labill.
- Franquevillea major Zoll. ex Kurz
- Gethyllis acaulis Blanco
- Hypoxis dulcis Steud. ex Baker
- Hypoxis minor Seem.
- Hypoxis orchioides (Gaertn.) Kurz[9]
- Curculigo ensifolia R. Br.[10]